# Armando Arancibia
Armando Arancibia Calderón (Santiago, 6 de enero de 1941-ibíd., 24 de febrero de 2016) fue un abogado y político chileno, miembro del Partido Socialista (PS). Ejerció como subsecretario de Economía en el gobierno del presidente Salvador Allende (1972-1973), luego fue diputado por el distrito N.° 6 de la Región de Atacama, por dos periodos consecutivos; 1990-1994 y 1994-1998. Durante el gobierno de Ricardo Lagos se desempeñó como intendente de Atacama, desde marzo de 2000 hasta diciembre de 2001.

## Familia y estudios
Nació en Santiago de Chile, el 6 de enero de 1941. Hijo de Silvia Calderón Beltramín y de Armando Arancibia Sotomayor.
En 1958, contrajo matrimonio con María Cristina Mujica Chiuminatto, con quien tuvo cuatro hijos; Silvia María Cristina, Armando José, Álvaro Jorge y María Loreto
En 1990, contrajo matrimonio con la notaria Marcela Medina Ricci, con quien tuvo dos hijos.
Sus estudios primarios los realizó en el Colegio Alemán de Santiago, y los secundarios, en el Liceo José Victorino Lastarria de la misma comuna y en el Liceo de Illapel. Posteriormente, estudió en la Facultad de Derecho de la Universidad de Chile, de donde egresó en el año 1966 y luego obtuvo el título de abogado. Cursó una maestría en Economía en el Programa de Estudios Latinoamericanos para Graduados (ESCOLATINA).

## Carrera pública
Después de una permanencia en el Grupo Radical Universirario (GUR), en 1962 se incorporó al Partido Socialista (PS).
Fue profesor de teoría y política económica en las Escuelas de Derecho y Economía de la Universidad de Chile.
Se desempeñó en distintos cargos dentro del sector público. Entre 1970 y 1971, fue asesor económico del Ministerio de Relaciones Exteriores. Fue presidente del Directorio, vicepresidente ejecutivo y gerente general de la Sociedad Minera de El Teniente. En 1972 fue nombrado subsecretario de Economía, por el presidente Salvador Allende, cargo que ocupó sólo hasta septiembre de 1973, cuando se produjo el golpe de Estado.
En 1974 partió al exilio, estableciéndose en México, donde se desempeñó como catedrático e investigador en el Centro de Investigación y Docencia Económica (CIDE), y otros centros universitarios de México. En 1979, junto a otros economistas latinoamericanos, fundó la revista Economía de América Latina, siendo su editor hasta 1984. Entre 1980 y 1981 fue invitado por la Universidad de Lovaina, Bélgica. Entre 1982 y 1984 asumió como secretario y miembro del Comité Central de la seccional México del Partido Socialista y como subdirector y director del Instituto de Estudios Económicos de América Latina.
De regreso en Chile, se incorporó al Comité Central del Partido Socialista, asumiendo, posteriormente, otros cargos; en 1987 integró a la Comisión Política de esta colectividad; asimismo, fue designado secretario de Relaciones Internacionales y encargado de la Comisión Económica del partido. Más adelante, participó en la Comisión Económica-Social de la Concertación de Partidos por la Democracia. Así mismo, formó parte de la directiva central del Partido por la Democracia (PPD).
Fue elegido diputado en 1989, por el Distrito N.º 6 que comprende las comunas de Caldera, Tierra Amarilla, Vallenar, Freirina, Huasco y Alto del Carmen, Región de Atacama, para el período legislativo 1990-1994; integró la Comisión Permanente de Hacienda, la de Economía y la de Vivienda y Desarrollo Urbano. Miembro de las Comisiones Especiales del Sistema de Empresas Públicas-CORFO, para las Empresas Sanitarias. Fue miembro de los Grupos Binacionales Chileno-Alemán y Chileno-Argentino. Durante 1990 se desempeñó como Jefe de Comité responsable de la Bancada PS-PPD-PH.
En 1993 fue reelecto diputado, por el mismo distrito, período 1994-1998; fue primer vicepresidente de la Cámara, desde el 19 de noviembre de 1996; integró la Comisión Permanente de Hacienda, la que presidió; y la de Defensa Nacional. Además, fue miembro de la Comisión Especial para el Desarrollo de Magallanes. En 1997 al repostularse al Congreso no resultó electo.
Luego de cumplir su periodo parlamentario, fue designado, a contar del 1 de octubre de 1998, director de la Empresa Portuaria Coquimbo; ejerció el cargo hasta el 11 de marzo de 2000.
Al comienzo del gobierno de Ricardo Lagos se desempeñó como intendente de la Región de Atacama, entre el 11 de marzo de 2000 y el 26 de diciembre de 2001. Posteriormente ejerció como notario público en San Miguel, con asiento en La Cisterna, y fue elegido presidente de la Asociación de Notarios en enero de 2014.
Falleció a causa de un cáncer pulmonar, el 24 de febrero de 2016, en su comuna natal.

## Historial electoral

### Elecciones parlamentarias de 1989
- Elecciones parlamentarias de Chile de 1989, Distrito 6 Vallenar-Freirina-Alto del Carmen-Tierra Amarilla [3]

### Elecciones parlamentarias de 1993
- Elecciones parlamentarias de Chile de 1993, Distrito 6 Vallenar-Freirina-Alto del Carmen-Tierra Amarilla [4]

### Elecciones parlamentarias de 1997
- Elecciones parlamentarias de Chile de 1997, Distrito 6 Vallenar-Freirina-Alto del Carmen-Tierra Amarilla [5]